# Papilio polymnestor
Mormon bleu
Espèce
Papilio polymnestor, le Mormon bleu,, est une espèce de Lépidoptères de la famille des Papilionidae, répartie dans le Sud de l'Inde et au Sri Lanka,. C'est le « papillon d’État » de l’État indien du Maharashtra. Avec une envergure de 120 à 150 mm, c'est le quatrième plus grand papillon de l'Inde.

## Description

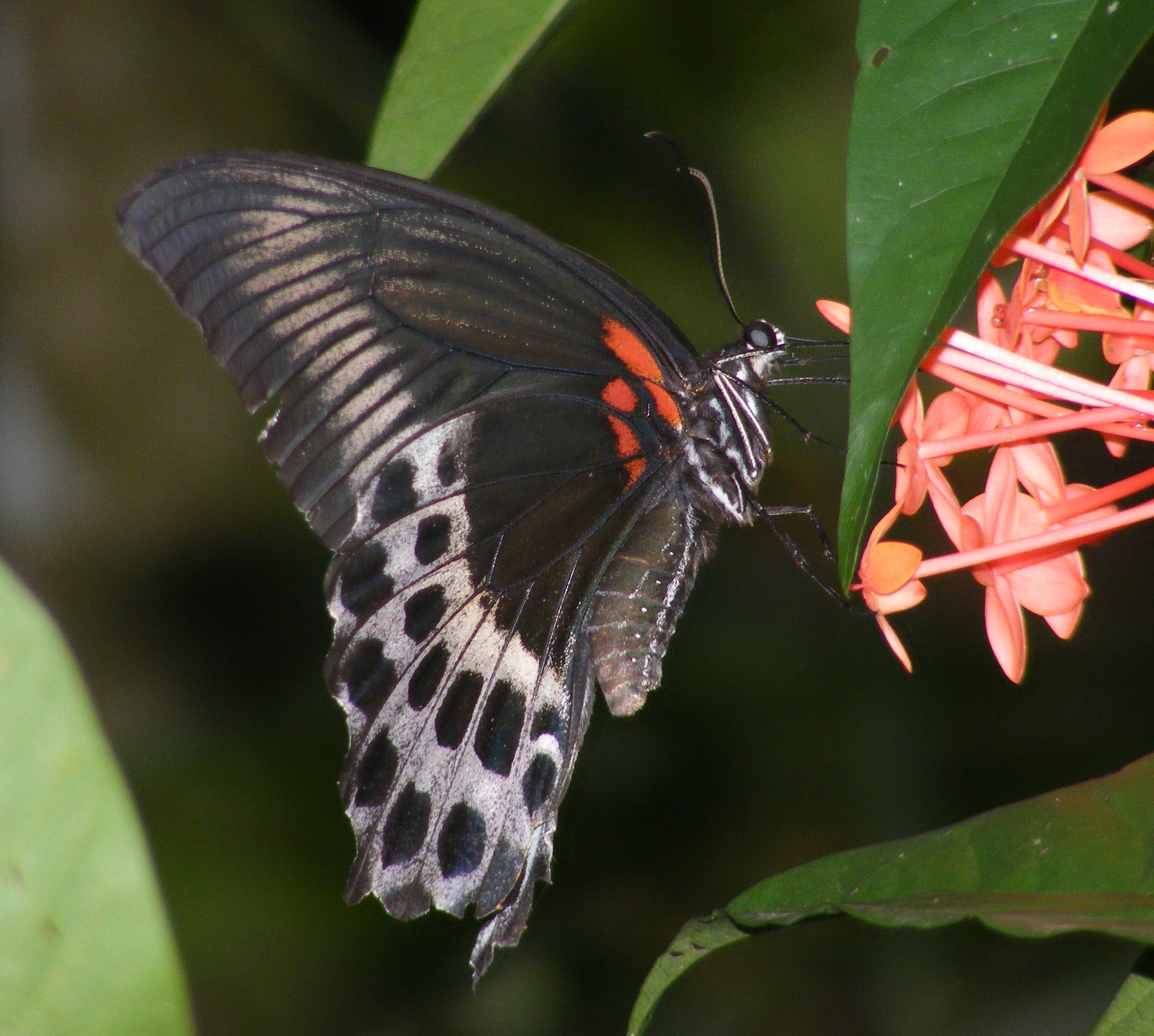
Dessous du Mormon bleu.

Les mâles ont les ailes supérieures d'un noir velouté riche. L'aile antérieure a une bande post-discale composée de larges stries bleues internervulaires progressivement raccourcies et obsolescentes vers l'avant, ne s'étendant pas au-delà de l'espace intermédiaire 6.
L'aile postérieure a les trois quarts terminaux au-delà d'une ligne traversant le tiers apical de la cellule bleu pâle ou bleu grisâtre, avec des séries de taches noires postdiscales, subterminales et terminales superposées - les taches postdiscales sont allongées, coniques vers l'intérieur ; l'ovale subterminal, placé dans les interstices, le terminal irrégulier, placé le long des apex des veines et antérieurement fusionnant plus ou moins avec les taches subterminales.
Le dessous est noir avec et à la base de la cellule de l'aile antérieure se trouve une tache allongée rouge foncé ; la série transversale postdiscale des stries comme sur le dessus mais grise teintée d'ocre et s'étendant jusqu'à la costa ; dans certains spécimens, des stries similaires mais étroites également dans la cellule. Aile postérieure avec cinq petites taches irrégulières de rouge à la base, les trois quarts externes de l'aile gris touchés d'ocre, mais généralement plus étroits que le bleu sur le dessus ; la marge intérieure de la zone grise traverse l'aile au-delà de la cellule ; les taches noires postdiscales et subterminales comme sur la face supérieure. Chez certains spécimens, cette zone grise est très restreinte, sa marge intérieure traversant l'aile bien au-delà de l'apex de la cellule ; les taches subterminales fusionnent complètement avec les taches terminales et forment une bande noire terminale relativement large. Antennes, tête, thorax et abdomen brun noirâtre.

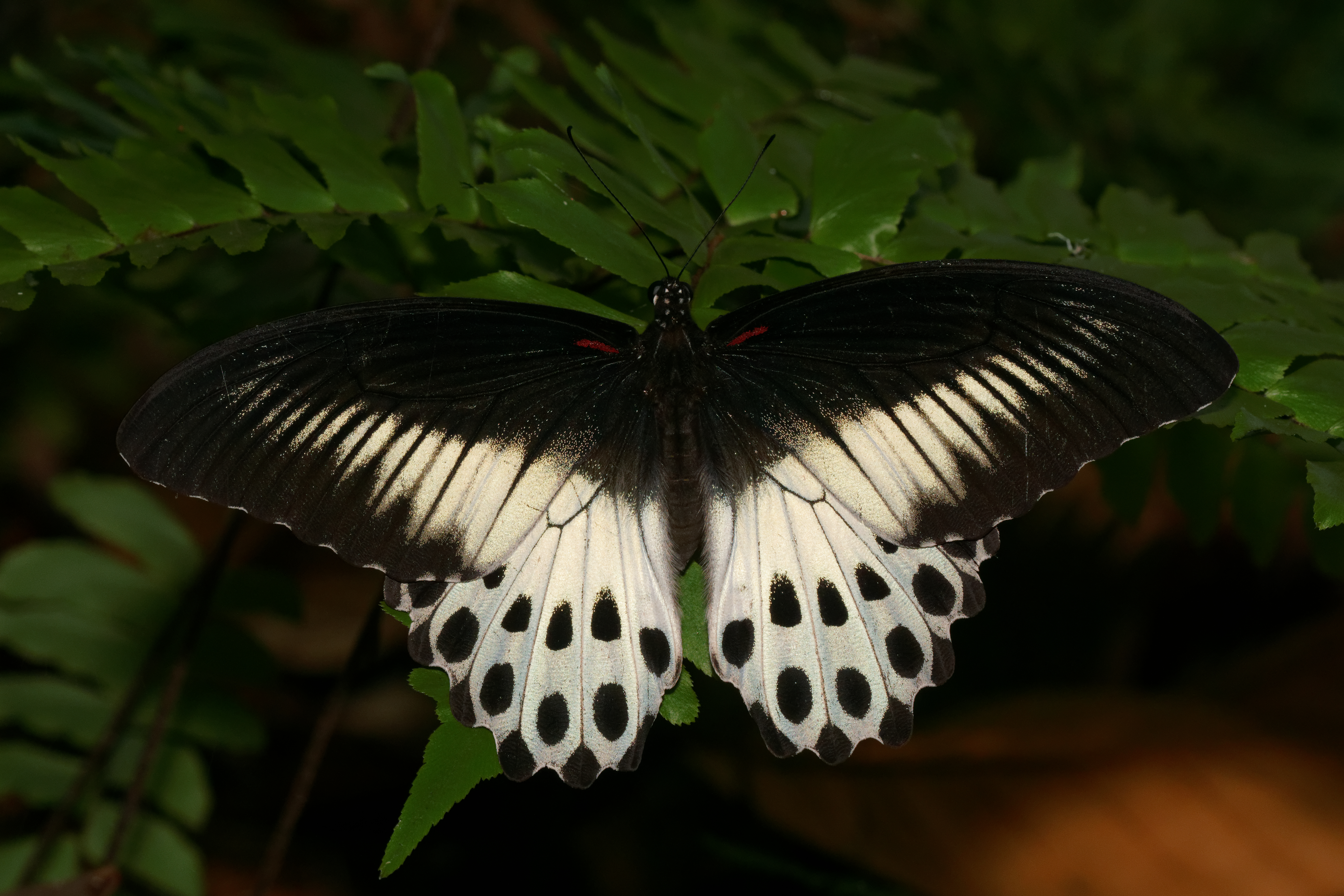
Spécimen femelle avec une rayure cramoisie sur le dessus de l'aile antérieure

La femelle est très semblable mais les stries internervulaires sur l'aile antérieure sont plus claires, s'étendant dans la cellule à la fois sur le dessus et le dessous. Aile postérieure : la zone bleu pâle sur le dessus et la zone grise correspondante sur le dessous plus pâle. Dans certains spécimens, il y a une courte traînée cramoisie diffuse à la base de la cellule de l'aile antérieure sur le dessus,.

## Distribution
Cette espèce est endémique de l'Inde et du Sri Lanka. En Inde, Elle est limitée aux Ghâts occidentaux, dans le Sud de l'Inde et à la côte est. Elle a été enregistrée aussi loin au nord que le Gujarat. On la voit souvent même dans les jardins et parfois au milieu de la circulation intense dans les grandes villes comme Mumbai, Pune et Bangalore. Mark Alexander Wynter-Blyth l'a enregistrée au Madhya Pradesh, au Jharkhand, au Bengale occidental, au Sikkim et au Kerala,.

## Status
Ce papillon est commun et on ne pense pas qu'il soit menacé. Il se produit tout au long de l'année mais plus fréquemment pendant la mousson et immédiatement après.
Au Sri Lanka, les populations de Papilio polymnestor se sont développées en raison de la disponibilité accrue de ses plantes alimentaires (famille des Rutacées) en raison de la modification des paysages.

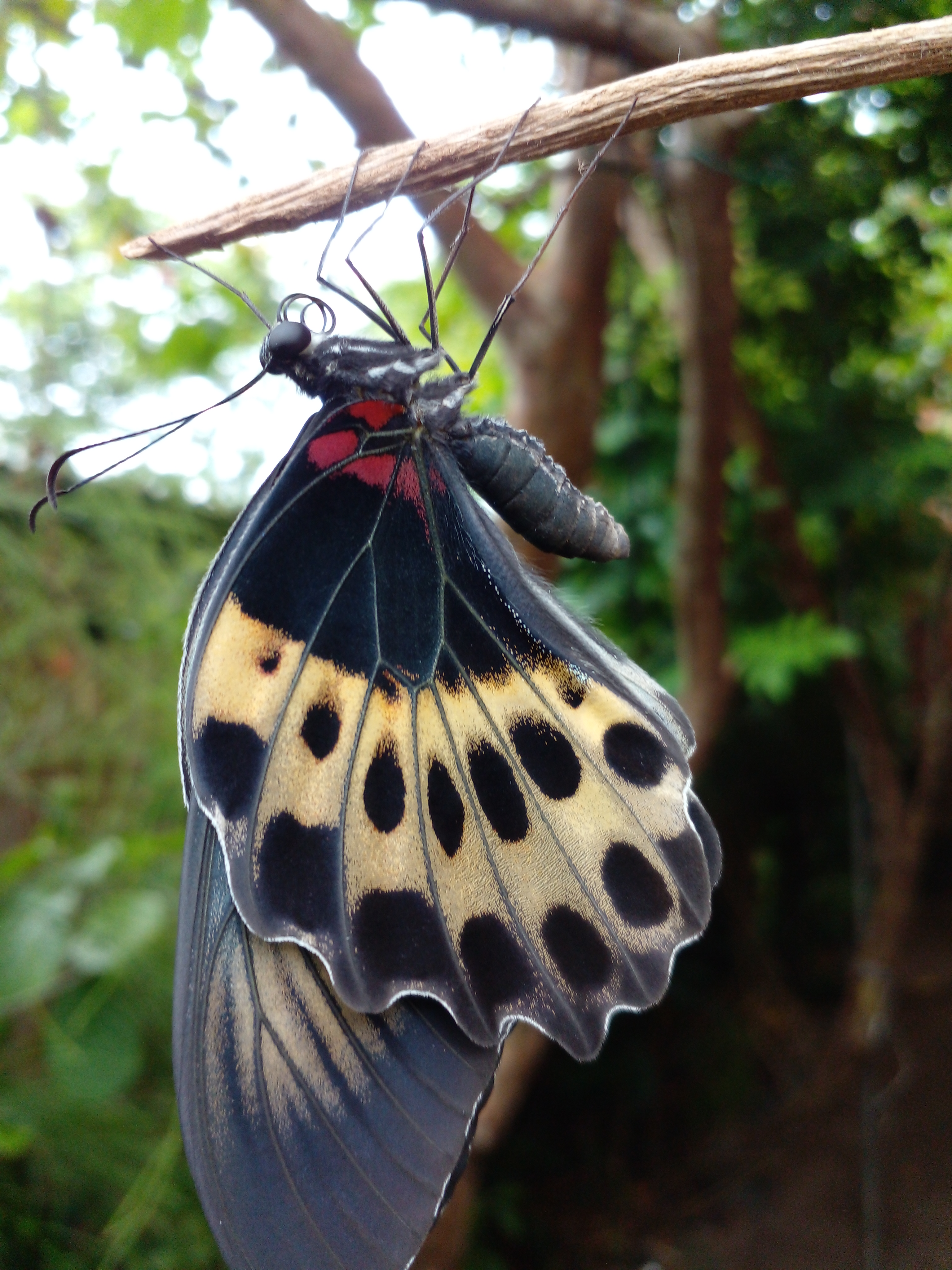
Papillon Mormon bleu, Province de l'Ouest, Sri Lanka.

## Habitat

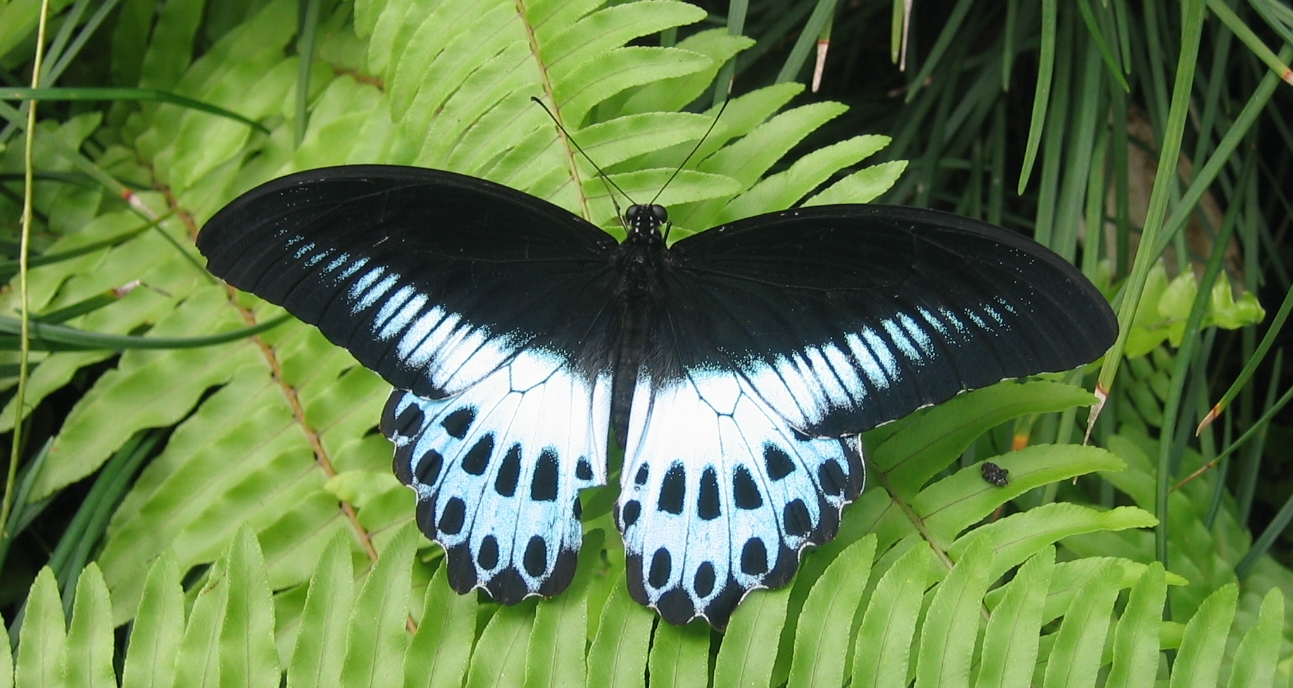

Ce papillon est le plus commun dans les zones de fortes précipitations, telles que les forêts à feuilles persistantes. Il est également commun dans les forêts de feuillus et les zones urbaines boisées, principalement en raison de la culture de ses plantes hôtes, à savoir les espèces du genre Citrus.

## Habitudes

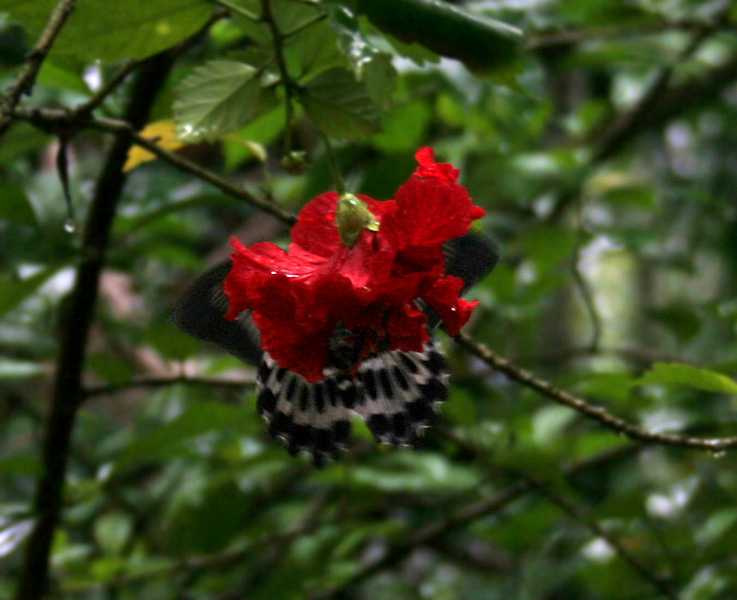
Spécimen sirotant du nectar d'une espèce d’Hibiscus à Goa, en Inde.

Ce papillon fréquente les chemins forestiers et les ruisseaux. Le mâle aime le soleil et évite l'ombre. Il fréquente surtout les fleurs de Mussaenda frondosa, d’Ixora coccinea, de Jasminum et d’Asystasia gangetica. Des raids périodiques sur des parcelles de forêt plus épaisses, en particulier là où les espèces d’Atalantia se trouvent à la recherche de femelles avec lesquelles s'accoupler. À un vol unidirectionnel rapide et change fréquemment de cap, sautant de haut en bas dans sa trajectoire de vol. Difficile à attraper. Connu pour se prélasser au soleil. Attiré par les zones humides et présente une plus grande tolérance aux autres papillons et aux humains tout en absorbant l'humidité riche en minéraux. Connu pour visiter les excréments d'animaux.
Le Mormon bleu a été enregistré comme un pollinisateur de la cardamome (Elettaria cardamomum). Il est connu pour la flaque de boue.

## Cycle de vie

### Œufs
Les œufs sont pondus individuellement sur la surface supérieure des feuilles des plantes rutacées à environ trois mètres au-dessus du sol. L'œuf nouvellement pondu est sphérique et vert clair mais s'assombrit avec le temps jusqu'au jaune orangé.

### Chenille
La chenille nouvellement née fait de la coquille d'œuf son premier repas et se repose ensuite sur un lit de soie qu'elle tisse pour elle-même près du bord d'une feuille. La petite chenille imite une fiente d'oiseau avec son corps vert olive et ses marques blanches ressemblant à de l'acide urique. L'éclat renforce sa ressemblance avec les fientes d'oiseaux fraîches. Bien que de petite taille, ce camouflage permet à la chenille de se reposer au centre d'une feuille et de grignoter les bords. Plus tard, sa taille croissante l'oblige à s'en tenir aux rameaux et à la face inférieure des feuilles, sauf lorsqu'elle se nourrit de feuilles. Elle se déplace lentement et de manière hésitante. Elle a l'habitude unique d'assurer son équilibre en tissant de la soie sur le substrat.

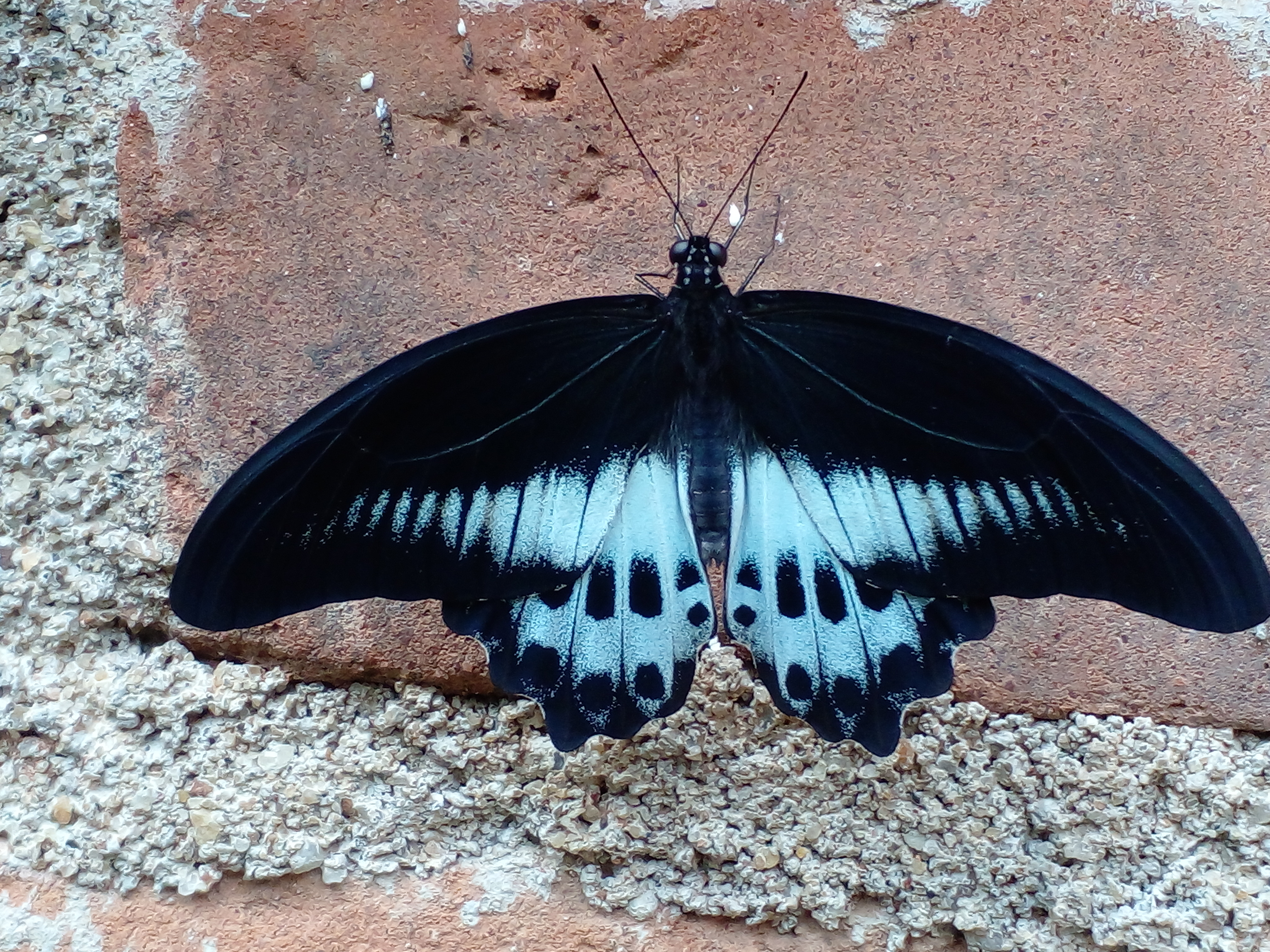
Papillon Mormon Bleu, Province de l'Ouest, Sri Lanka

La chenille peut être distinguée du Mormon commun, auquel elle ressemble, par sa plus grande taille, sa tête verdâtre et une strie bleue dans l'ocelle dans les segments 4 à 5. Elle a un osmeterium rouge foncé.

### Nymphe
La nymphe ressemble également à celle du Mormon commun mais est beaucoup plus grande et peut être facilement distinguée par les plis proéminents sur la face inférieure de la protubérance abdominale.

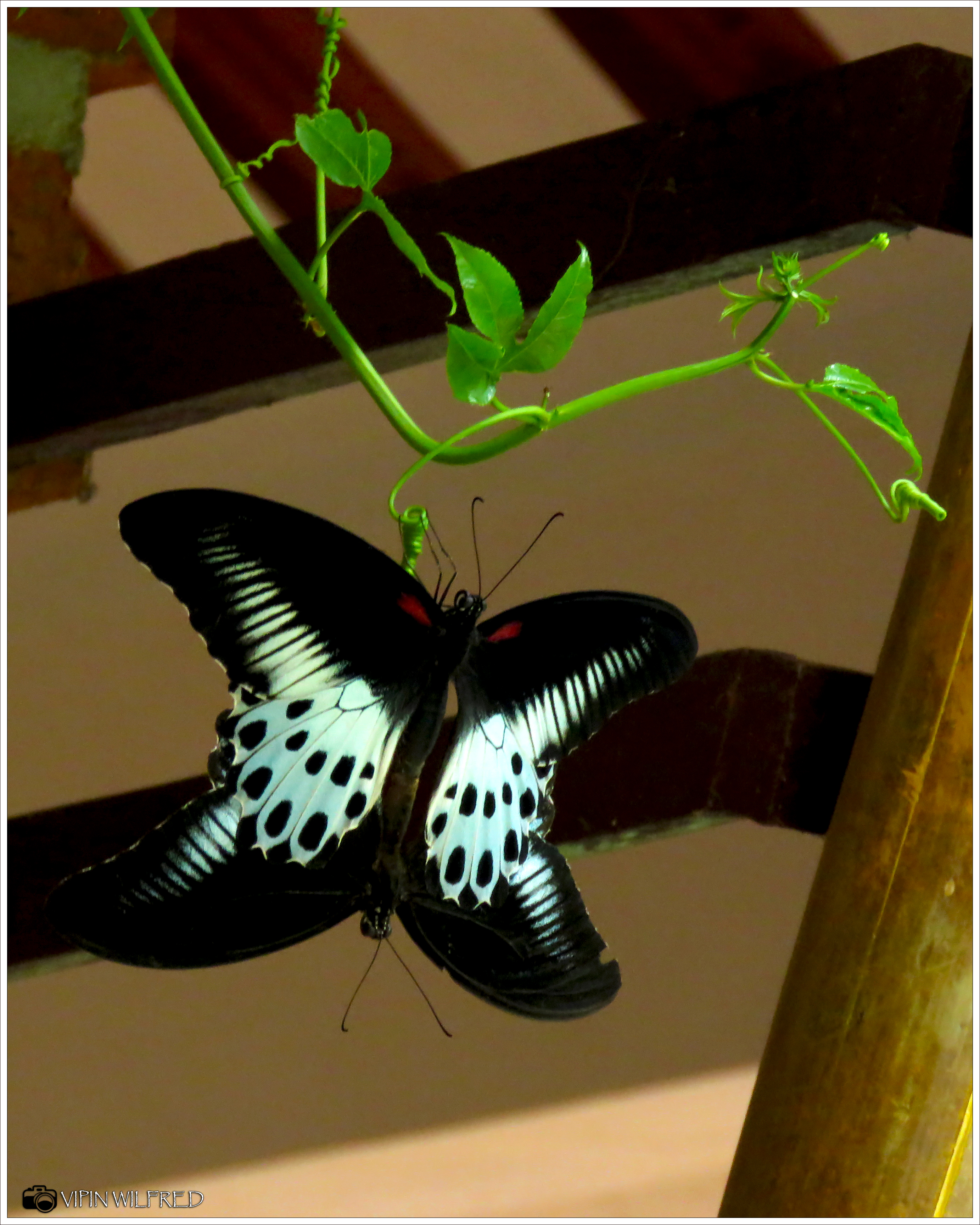
Accouplement.
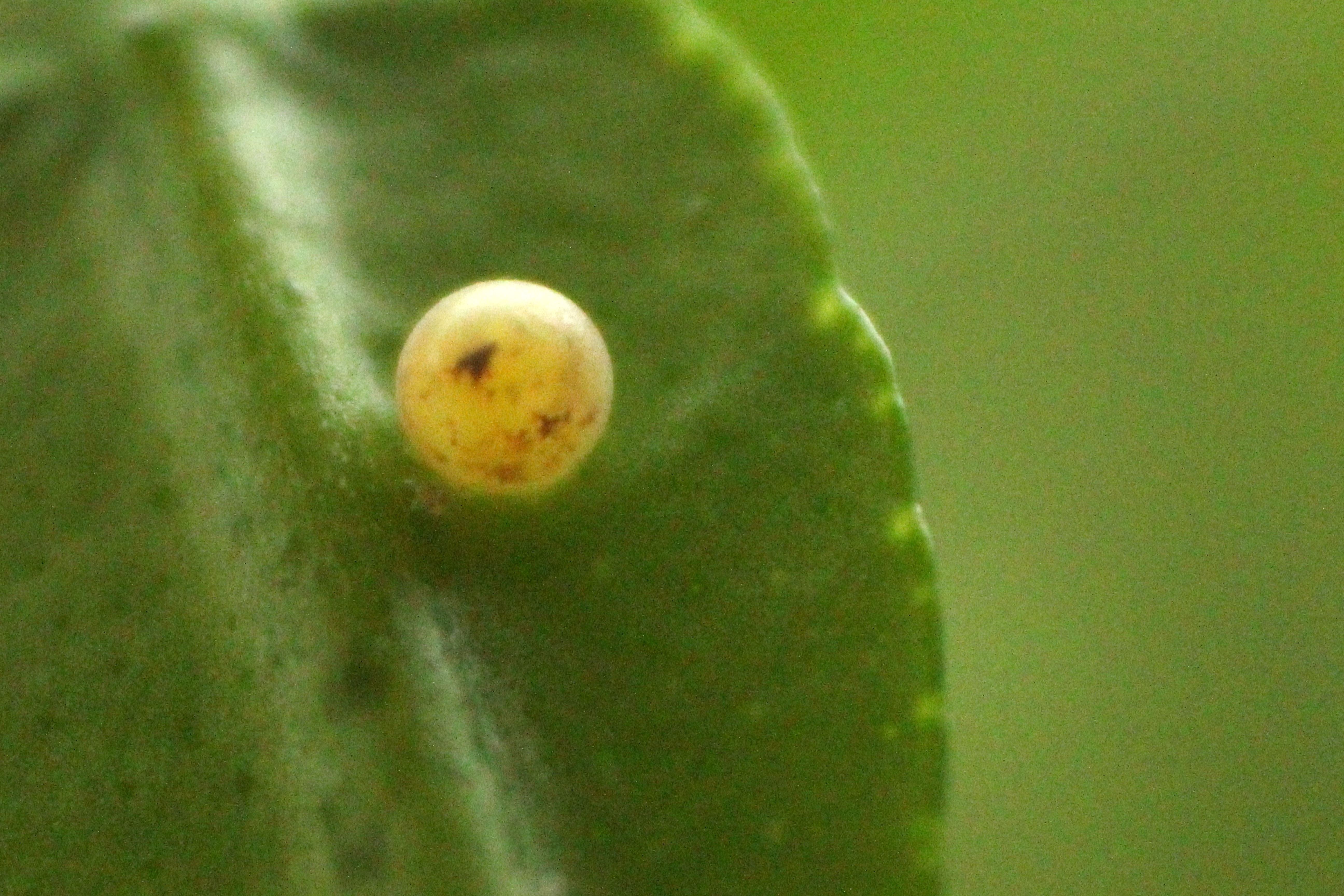
Œuf.
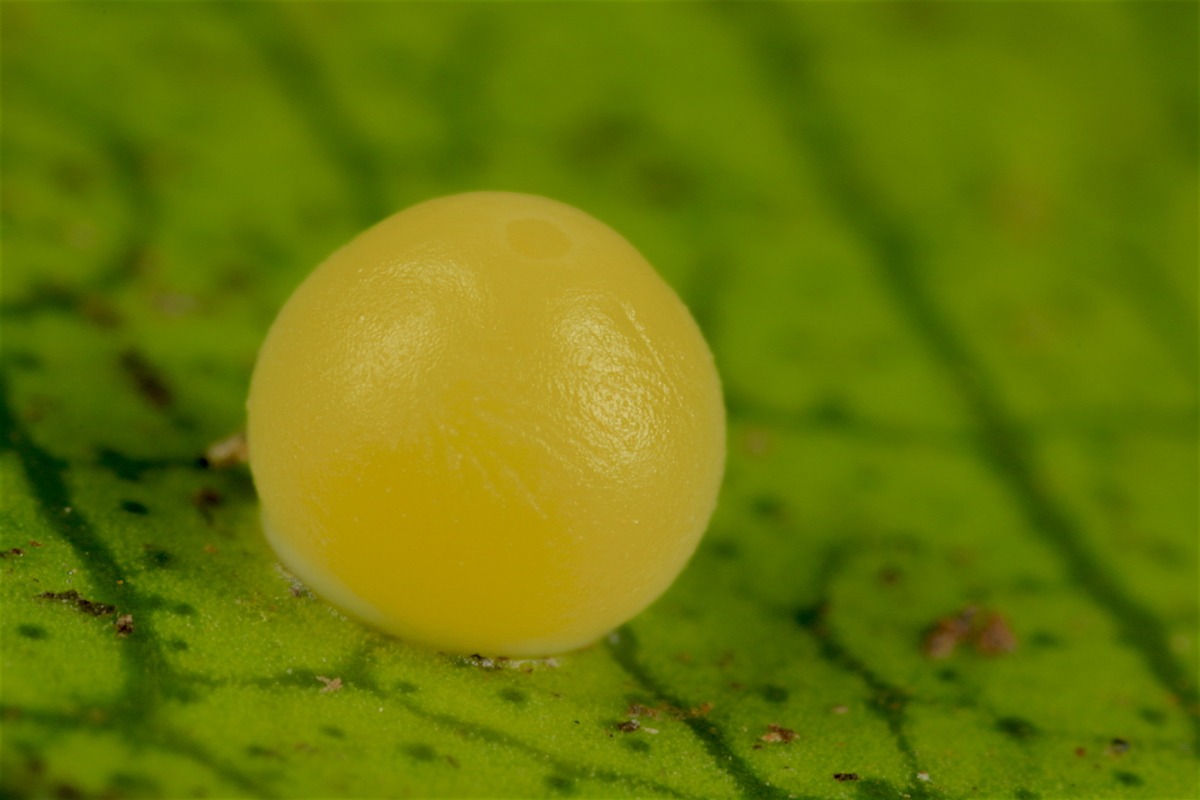
Œuf.
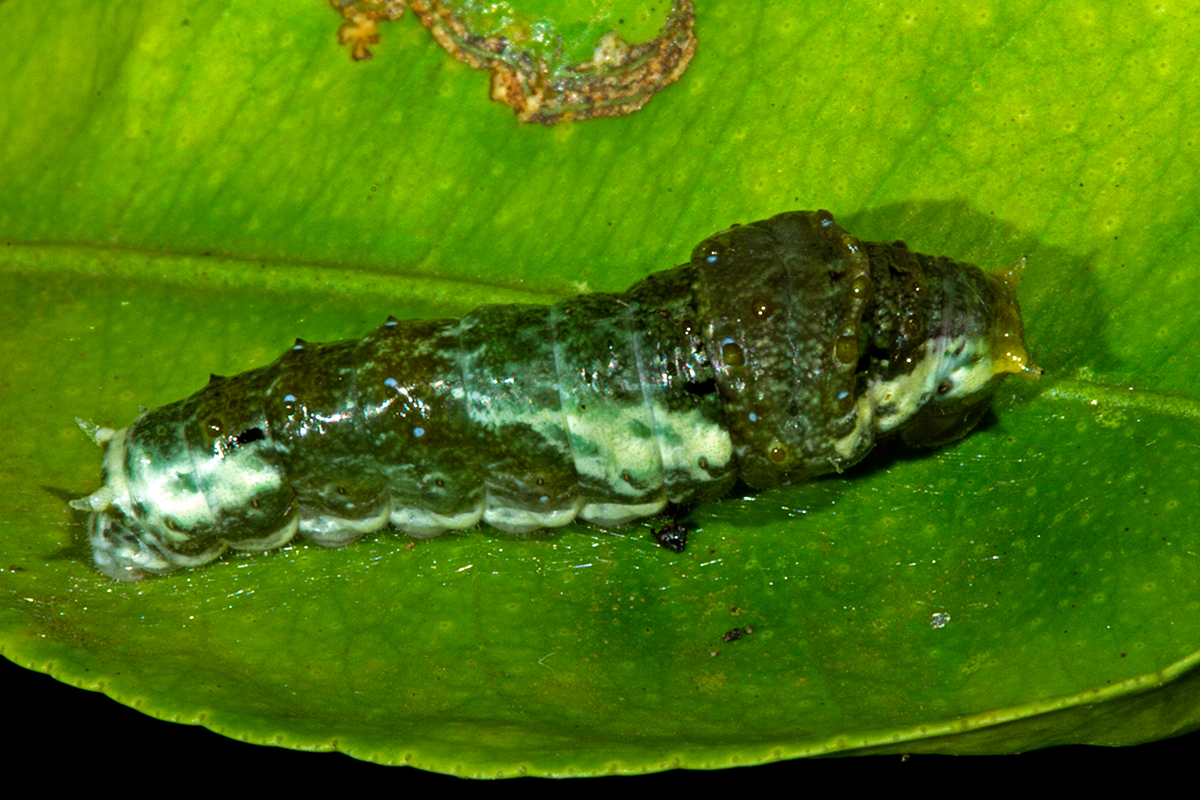
Chenille (premier stade).
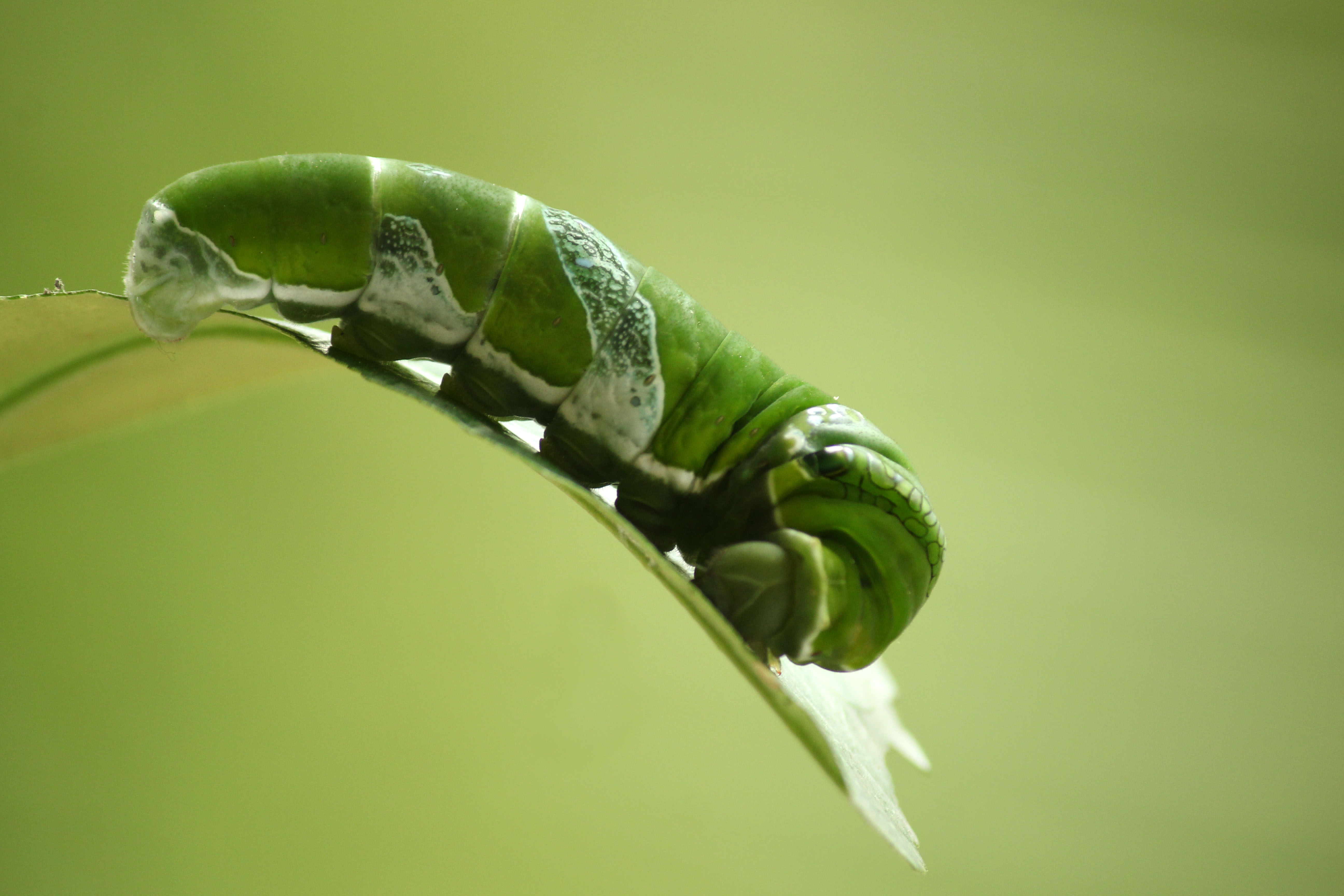
Chenille.
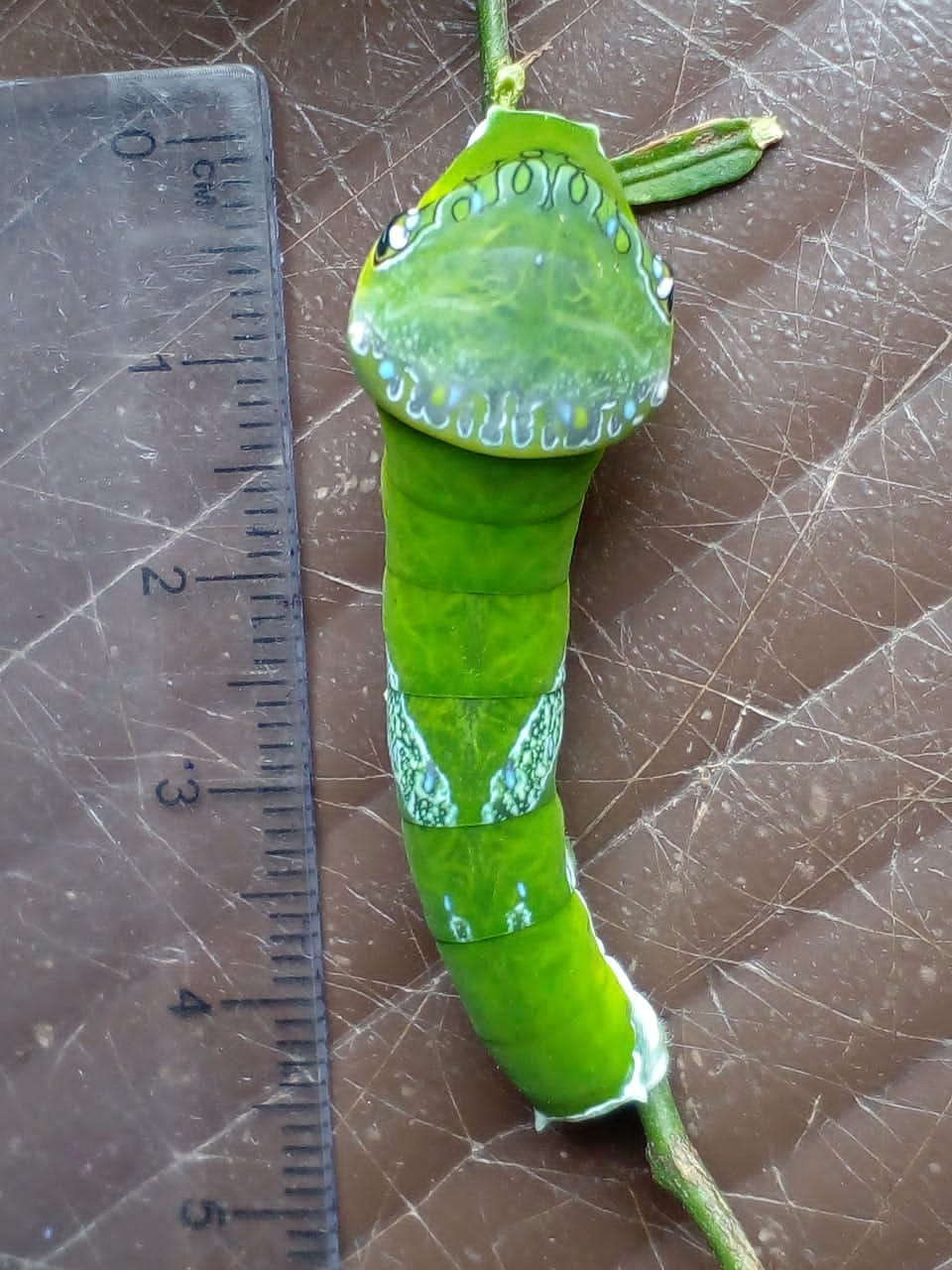
Chenille (dernier stade).
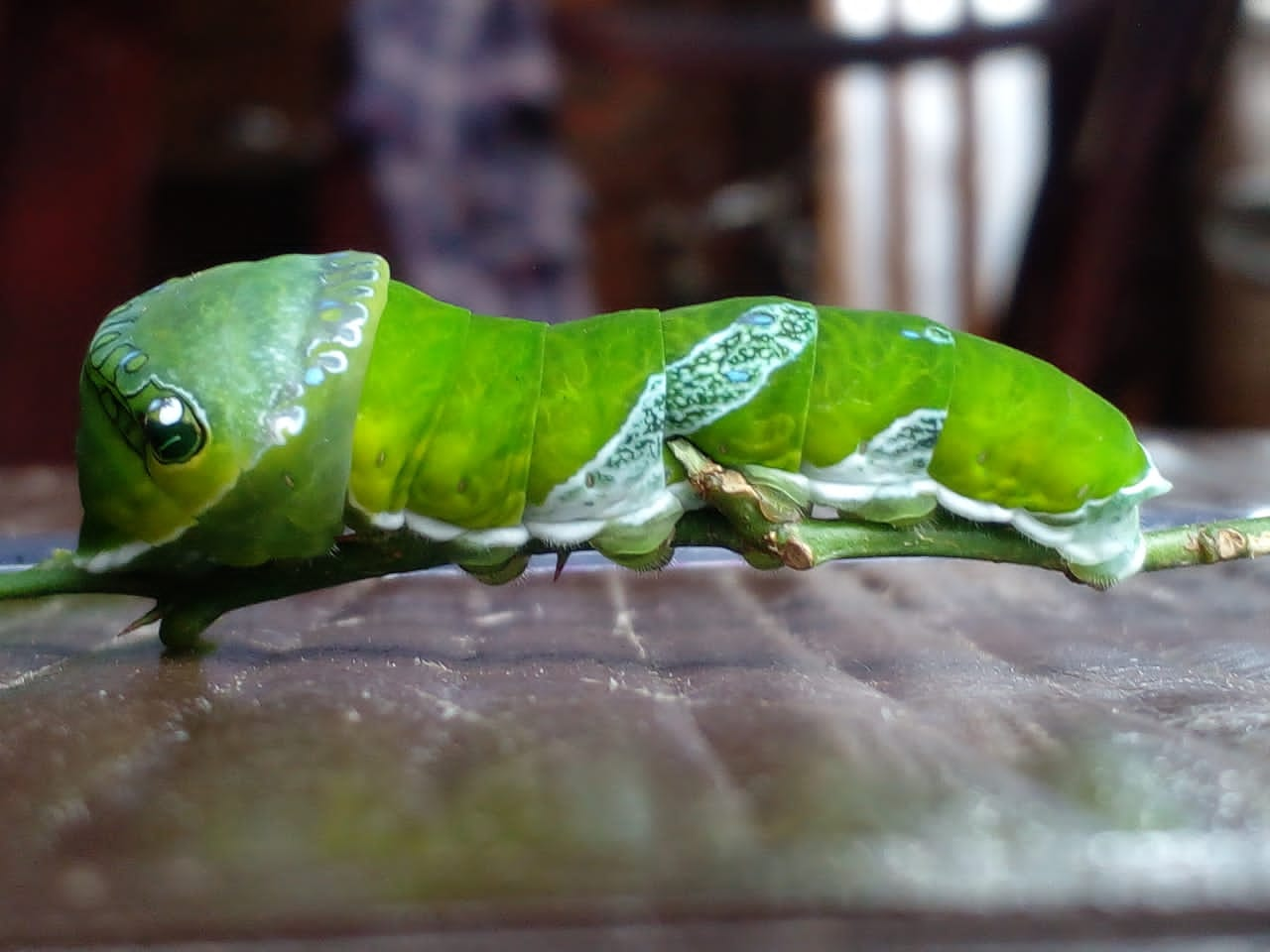
Chenille (dernier stade).
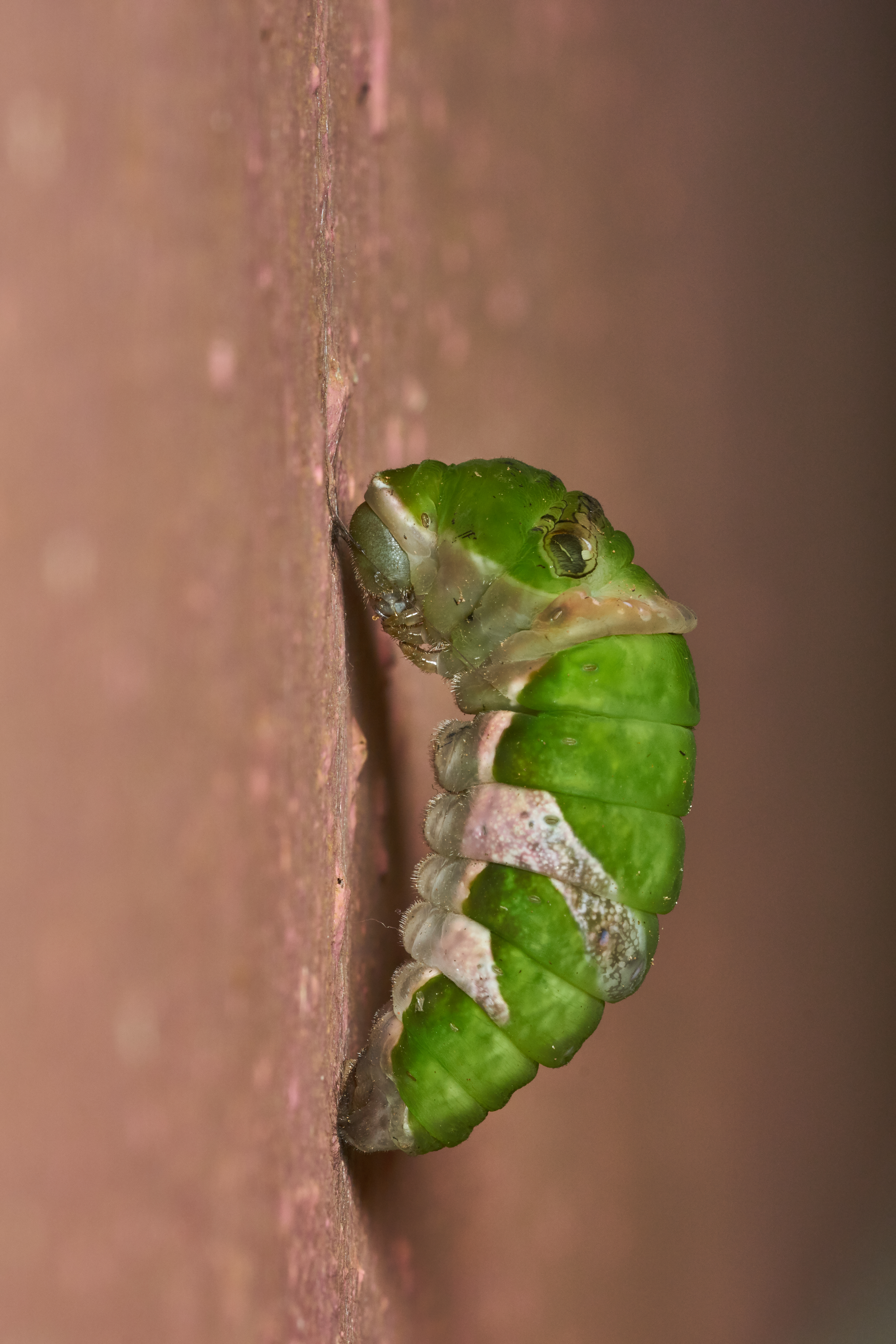
Pré-nymphe.
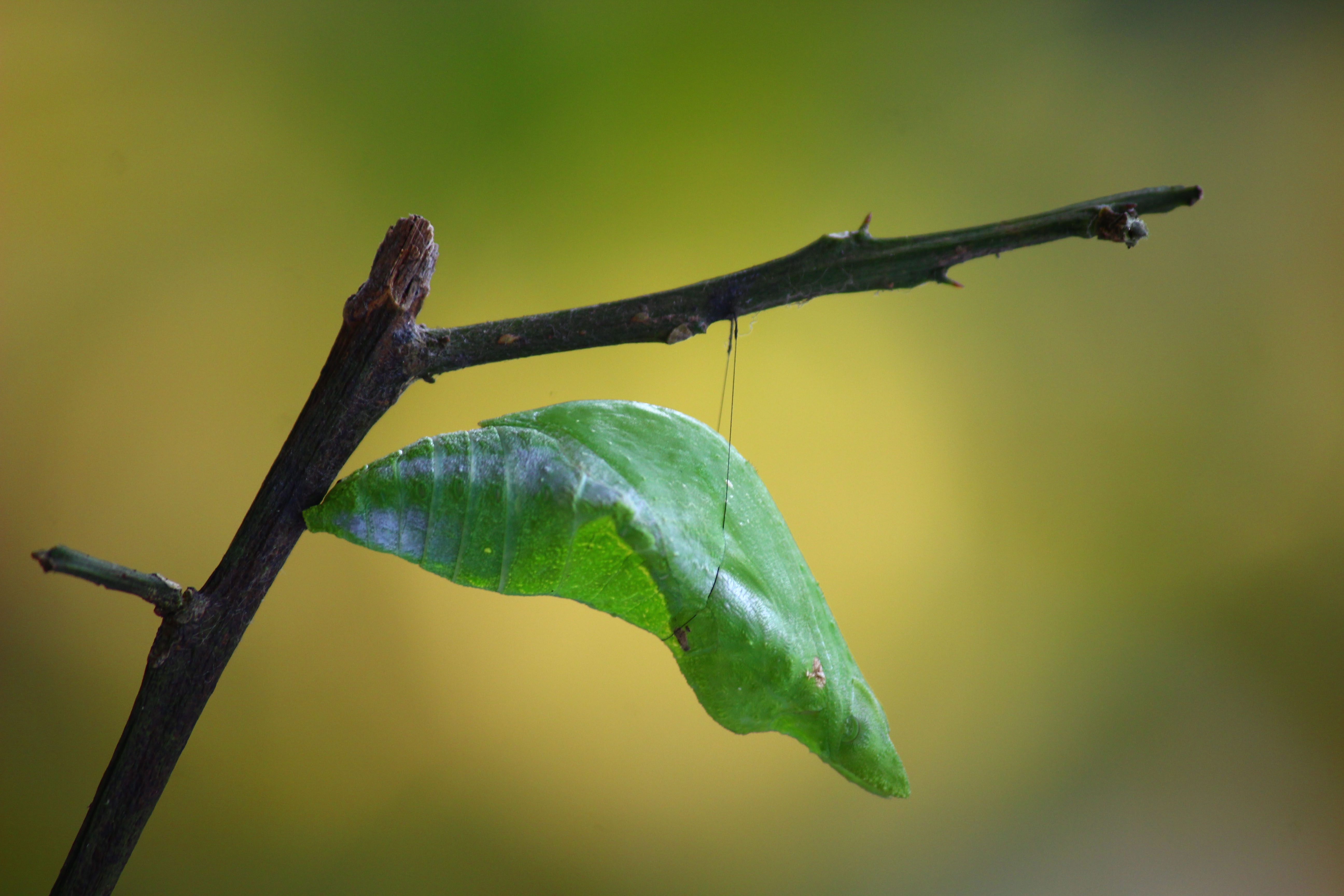
Nymphe.
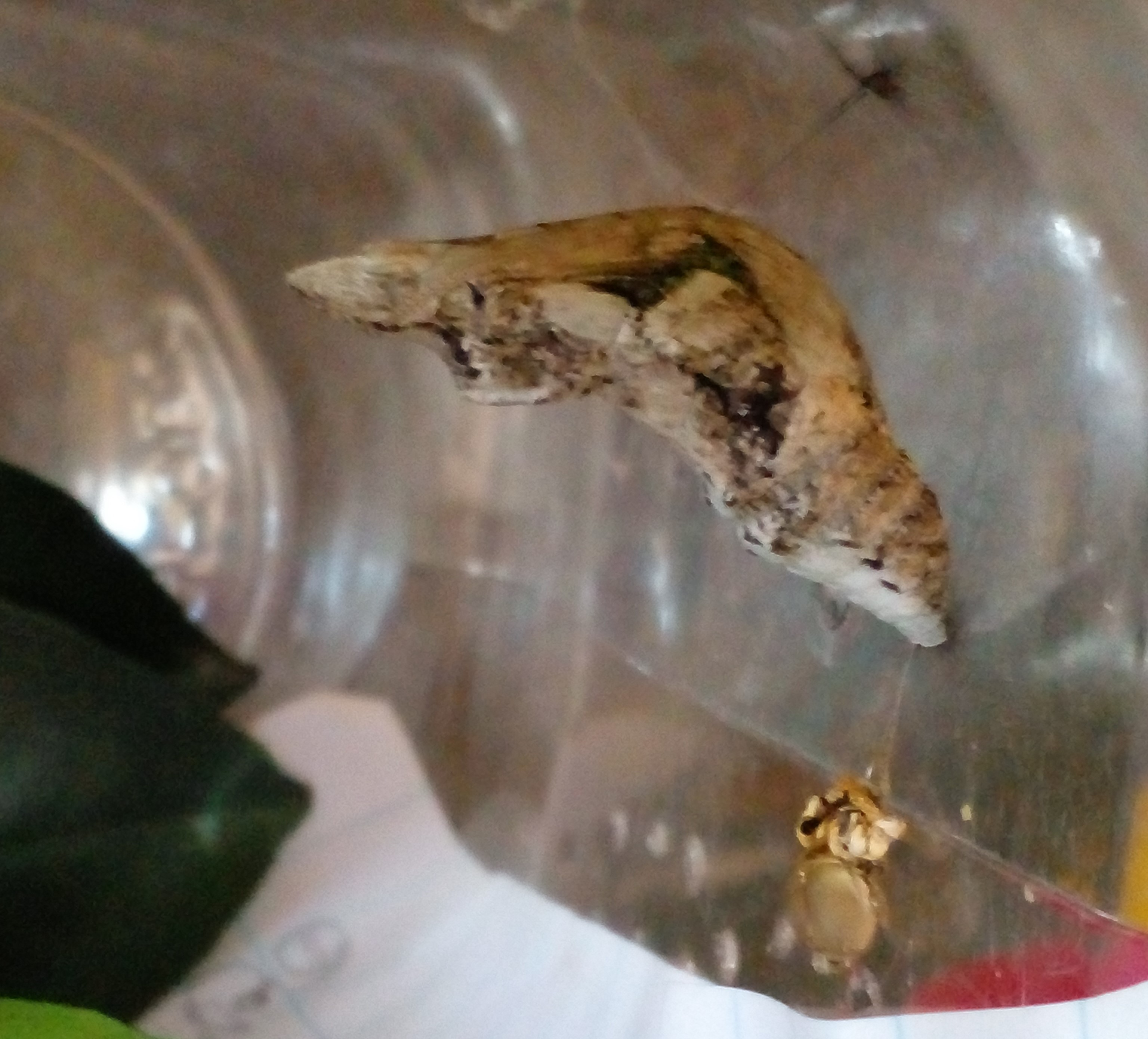
Nymphe.
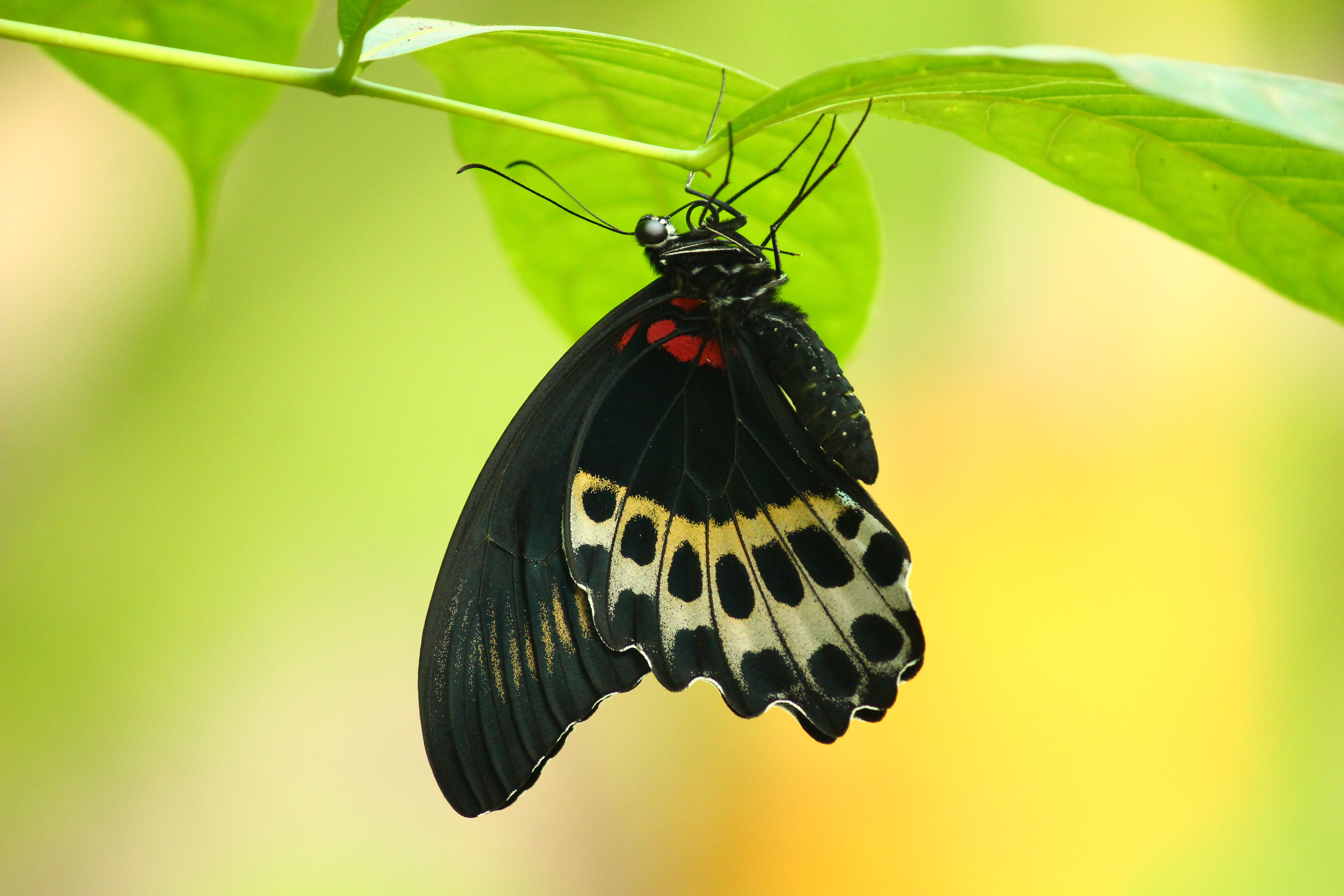
Nouvellement émergé.

## Plantes alimentaires
Il a été observé que la larve se nourrissait de petits arbres forestiers de la famille des rutacés et de grands arbustes. La liste des plantes hôtes comprend :
- Atalantia racemosa et Atalantia wightii[11]
- Glycosmis arborea
- Paramigyna monophylla
- Citrus grandis
- Citrus limon
- Aegle marmelos
- Autres cultivars d’agrumes.

## Reconnaissance
En juin 2015, le Mormon bleu a été déclaré « Papillon d'État » de l'État du Maharashtra et est devenu le premier État de l'Inde à avoir un « Papillon d'État ».